# Uranotaenia albocephala
Uranotaenia albocephala är en tvåvingeart som beskrevs av Da Cunha Ramos och Jacques Brunhes 2004. Uranotaenia albocephala ingår i släktet Uranotaenia och familjen stickmyggor.
Artens utbredningsområde är Madagaskar. Inga underarter finns listade i Catalogue of Life.